# Copperas Cove
Copperas Cove – miasto w Stanach Zjednoczonych, w stanie Teksas, w hrabstwach Coryell, Lampasas i Bell. Według spisu w 2020 roku liczy 36,7 tys. mieszkańców i jest największym miastem hrabstwa Coryell. Należy do obszaru metropolitalnego Killeen–Temple–Fort Hood.